# UCI World Tour 2013
Navigation
Édition précédente Édition suivante
L'UCI World Tour 2013 est la troisième édition de l'UCI World Tour, le successeur du calendrier mondial et du ProTour. Les 28 épreuves de l'édition 2012 sont incluses dans cette nouvelle compétition. Le Tour de Hangzhou devait faire son entrée au calendrier et se dérouler juste avant le Tour de Pékin mais il est finalement annulé.
Les 18 équipes qui ont une licence ProTour ont le droit, mais aussi le devoir de participer à toutes les courses de ce calendrier.

## Évolution
Le calendrier, qui a été dévoilé le 20 septembre 2012 par l'UCI, compte des changements mineurs :
- Le Tour de Pologne n'est plus organisé pendant le Tour de France mais débute la semaine suivante
- La Classique de Saint-Sébastien revient au week-end suivant la fin du Tour de France, et se retrouve donc de nouveau avant l'Eneco Tour

D'autres modifications ont lieu après l'annonce du calendrier :
- Milan-San Remo et le Tour de Lombardie ont lieu respectivement les dimanches 17 mars et 6 octobre au lieu du samedi de la même semaine[3].
- Le Tour de Hangzhou est une nouvelle fois annulé, cette fois de manière définitive, en février 2013[4].

## Barème
Comme en 2012, seuls les coureurs membres d'une équipe possédant le label ProTour peuvent marquer des points. Cependant, les coureurs des équipes invitées sur les épreuves World Tour marquent des points pour le "ranking" qui attribue des points dans le classement "Team Value" (le critère sportif pour obtenir les licences World Tour). Le nouveau classement est publié le lundi suivant chaque épreuve UCI World Tour.
Le barème des points est différent selon les épreuves :
| Classement général  | 1er | 2e  | 3e  | 4e  | 5e  | 6e | 7e | 8e | 9e | 10e | 11e | 12e | 13e | 14e | 15e | 16e | 17e | 18e | 19e | 20e |
| ------------------- | --- | --- | --- | --- | --- | -- | -- | -- | -- | --- | --- | --- | --- | --- | --- | --- | --- | --- | --- | --- |
| Épreuve catégorie 1 | 200 | 150 | 120 | 110 | 100 | 90 | 80 | 70 | 60 | 50  | 40  | 30  | 24  | 20  | 16  | 12  | 10  | 8   | 6   | 4   |
| Épreuve catégorie 2 | 170 | 130 | 100 | 90  | 80  | 70 | 60 | 52 | 44 | 38  | 32  | 26  | 22  | 18  | 14  | 10  | 8   | 6   | 4   | 2   |
| Épreuve catégorie 3 | 100 | 80  | 70  | 60  | 50  | 40 | 30 | 20 | 10 | 4   | –   | –   | –   | –   | –   | –   | –   | –   | –   | –   |
| Épreuve catégorie 4 | 80  | 60  | 50  | 40  | 30  | 22 | 14 | 10 | 6  | 2   | –   | –   | –   | –   | –   | –   | –   | –   | –   | –   |

| Classement d'étape  | 1er | 2e | 3e | 4e | 5e |
| ------------------- | --- | -- | -- | -- | -- |
| Épreuve catégorie 1 | 20  | 10 | 6  | 4  | 2  |
| Épreuve catégorie 2 | 16  | 8  | 4  | 2  | 1  |
| Épreuve catégorie 3 | 6   | 4  | 2  | 1  | 1  |

Épreuve de catégorie 1 : Tour de France.

Épreuves de catégorie 2 : Tour d'Italie et Tour d'Espagne.

Épreuves de catégorie 3 : Tour Down Under, Paris-Nice, Tirreno-Adriatico, Milan-San Remo, Tour de Catalogne, Tour des Flandres, Tour du Pays basque, Paris-Roubaix, Liège-Bastogne-Liège, Tour de Romandie, Critérium du Dauphiné, Tour de Suisse, Tour de Pologne, Eneco Tour, Tour de Lombardie et Tour de Pékin.

Épreuves de catégorie 4 : Grand Prix E3, Gand-Wevelgem, Amstel Gold Race, Flèche wallonne, Classique de Saint-Sébastien, Vattenfall Cyclassics, Grand Prix de Plouay, Grand Prix cycliste de Québec et Grand Prix cycliste de Montréal.
Outre un classement individuel, l'UCI World Tour 2013 comporte un classement par équipes et un classement par pays. Le classement par équipes est établi sur la base des points des cinq meilleurs coureurs de chaque équipe au classement individuel. Le classement par nation est obtenu en additionnant les points obtenus par les cinq premiers coureurs de chaque nation au classement individuel. En cas d'égalité, les équipes ou les nations sont départagées par la place de leur meilleur coureur au classement individuel.

## Équipes
Le 10 décembre 2012, l'UCI annonce la liste des 18 équipes qui feront partie du World Tour. Le 15 février 2013, le Tribunal arbitral du sport décide de réintégrer l'équipe Katusha portant à 19 le nombre d'équipes pour cette édition 2013 de l'UCI World Tour. Trois jours plus tard, l'UCI annonce qu'aucune équipe ne sera rétrogradée à la suite de la  décision du TAS.
| UCI ProTeams en 2013    | UCI ProTeams en 2013 | UCI ProTeams en 2013 |
| Nom de l'équipe         | Pays                 | Code                 |
| ----------------------- | -------------------- | -------------------- |
| AG2R La Mondiale        | France               | ALM                  |
| Argos-Shimano           | Pays-Bas             | ARG                  |
| Astana                  | Kazakhstan           | AST                  |
| Belkin                  | Pays-Bas             | BEL                  |
| BMC Racing              | États-Unis           | BMC                  |
| Cannondale              | Italie               | CAN                  |
| Euskaltel Euskadi       | Espagne              | EUS                  |
| FDJ.fr                  | France               | FDJ                  |
| Garmin-Sharp            | États-Unis           | GRS                  |
| Katusha                 | Russie               | KAT                  |
| Lampre-Merida           | Italie               | LAM                  |
| Lotto-Belisol           | Belgique             | LTB                  |
| Movistar                | Espagne              | MOV                  |
| Omega Pharma-Quick Step | Belgique             | OPQ                  |
| Orica-GreenEDGE         | Australie            | OGE                  |
| RadioShack-Leopard      | Luxembourg           | RLT                  |
| Saxo-Tinkoff            | Danemark             | TST                  |
| Sky                     | Royaume-Uni          | SKY                  |
| Vacansoleil-DCM         | Pays-Bas             | VCD                  |

## Calendrier et résultats
| No | Date                 | Nom de l'épreuve                    | Pays              | C. | Vainqueur               | Classement individuel | Classement par équipes | Classement par pays |
| -- | -------------------- | ----------------------------------- | ----------------- | -- | ----------------------- | --------------------- | ---------------------- | ------------------- |
| 1  | 22-27 janvier        | Tour Down Under                     | Australie         | 3  | Tom-Jelte Slagter       | Tom-Jelte Slagter     | Blanco                 | Espagne             |
| 2  | 3-10 mars            | Paris-Nice                          | France            | 3  | Richie Porte            | Richie Porte          | Sky                    | Espagne             |
| 3  | 6-12 mars            | Tirreno-Adriatico                   | Italie            | 3  | Vincenzo Nibali         | Richie Porte          | Sky                    | Espagne             |
| 4  | 17 mars              | Milan-San Remo                      | Italie            | 3  | Gerald Ciolek           | Sylvain Chavanel      | Sky                    | Espagne             |
| 6  | 22 mars              | Grand Prix E3                       | Belgique          | 4  | Fabian Cancellara       | Peter Sagan           | Sky                    | Espagne             |
| 5  | 18-24 mars           | Tour de Catalogne                   | Espagne           | 3  | Daniel Martin           | Peter Sagan           | Sky                    | Espagne             |
| 7  | 24 mars              | Gand-Wevelgem                       | Belgique          | 4  | Peter Sagan             | Peter Sagan           | Sky                    | Espagne             |
| 8  | 31 mars              | Tour des Flandres                   | Belgique          | 3  | Fabian Cancellara       | Peter Sagan           | Sky                    | Espagne             |
| 9  | 1-6 avril            | Tour du Pays basque                 | Espagne           | 3  | Nairo Quintana          | Peter Sagan           | Sky                    | Espagne             |
| 10 | 7 avril              | Paris-Roubaix                       | France            | 3  | Fabian Cancellara       | Fabian Cancellara     | Sky                    | Espagne             |
| 11 | 14 avril             | Amstel Gold Race                    | Pays-Bas          | 4  | Roman Kreuziger         | Fabian Cancellara     | Sky                    | Espagne             |
| 12 | 17 avril             | Flèche wallonne                     | Belgique          | 4  | Daniel Moreno           | Fabian Cancellara     | Sky                    | Espagne             |
| 13 | 21 avril             | Liège-Bastogne-Liège                | Belgique          | 3  | Daniel Martin           | Fabian Cancellara     | Sky                    | Espagne             |
| 14 | 23-28 avril          | Tour de Romandie                    | Suisse            | 3  | Christopher Froome      | Fabian Cancellara     | Sky                    | Espagne             |
| 15 | 4-26 mai             | Tour d'Italie                       | Italie            | 2  | Vincenzo Nibali         | Fabian Cancellara     | Sky                    | Colombie            |
| 16 | 2-9 juin             | Critérium du Dauphiné               | France            | 3  | Christopher Froome      | Fabian Cancellara     | Sky                    | Espagne             |
| 17 | 8-16 juin            | Tour de Suisse                      | Suisse            | 3  | Rui Costa               | Fabian Cancellara     | Sky                    | Espagne             |
| 18 | 29 juin-21 juillet   | Tour de France                      | France            | 1  | Christopher Froome      | Christopher Froome    | Sky                    | Espagne             |
| 19 | 27 juillet           | Classique de Saint-Sébastien        | Espagne           | 4  | Tony Gallopin           | Christopher Froome    | Sky                    | Espagne             |
| 20 | 27 juillet-3 août    | Tour de Pologne                     | Pologne           | 3  | Pieter Weening          | Christopher Froome    | Sky                    | Espagne             |
| 21 | 12-18 août           | Eneco Tour                          | Pays-Bas Belgique | 3  | Zdeněk Štybar           | Christopher Froome    | Sky                    | Espagne             |
| 23 | 25 août              | Vattenfall Cyclassics               | Allemagne         | 4  | John Degenkolb          | Christopher Froome    | Sky                    | Espagne             |
| 24 | 1er septembre        | Grand Prix de Plouay                | France            | 4  | Filippo Pozzato         | Christopher Froome    | Sky                    | Espagne             |
| 25 | 13 septembre         | Grand Prix cycliste de Québec       | Canada            | 4  | Robert Gesink           | Christopher Froome    | Sky                    | Espagne             |
| 22 | 24 août-15 septembre | Tour d'Espagne                      | Espagne           | 2  | Christopher Horner      | Christopher Froome    | Sky                    | Espagne             |
| 26 | 15 septembre         | Grand Prix cycliste de Montréal     | Canada            | 4  | Peter Sagan             | Christopher Froome    | Sky                    | Espagne             |
| 27 | 22 septembre         | Championnat du monde du Clm/équipes | Italie            | 1  | Omega Pharma-Quick Step | Christopher Froome    | Sky                    | Espagne             |
| 28 | 6 octobre            | Tour de Lombardie                   | Italie            | 3  | Joaquim Rodríguez       | Joaquim Rodríguez     | Sky                    | Espagne             |
| 29 | 11-15 octobre        | Tour de Pékin                       | Chine             | 3  | Beñat Intxausti         | Joaquim Rodríguez     | Movistar               | Espagne             |

## Classements
Comme les années précédentes, les classements n'intègrent pas les coureurs ayant obtenu des places correspondantes à des points UCI World Tour, ne courant pas pour une équipe World Tour, mais pour équipe continentale professionnelle. C'est par exemple le cas de l'Allemand Gerald Ciolek (vainqueur de Milan-San Remo), de l'Australien Heinrich Haussler ainsi que du Français Damien Gaudin pour quelques-uns des coureurs qui auraient pu prétendre à des points.

### Classement individuel
| Rang | Coureur            | Équipe             | Points |
| ---- | ------------------ | ------------------ | ------ |
| 1    | Joaquim Rodríguez  | Katusha            | 607    |
| 2    | Christopher Froome | Sky                | 587    |
| 3    | Alejandro Valverde | Movistar           | 540    |
| 4    | Peter Sagan        | Cannondale         | 491    |
| 5    | Vincenzo Nibali    | Astana             | 474    |
| 6    | Daniel Martin      | Garmin-Sharp       | 432    |
| 7    | Fabian Cancellara  | RadioShack-Leopard | 384    |
| 8    | Nairo Quintana     | Movistar           | 366    |
| 9    | Rui Costa          | Movistar           | 352    |
| 10   | Richie Porte       | Sky                | 327    |
| 11   | Roman Kreuziger    | Saxo-Tinkoff       | 308    |
| 12   | Daniel Moreno      | Katusha            | 295    |
| 13   | Christopher Horner | RadioShack-Leopard | 257    |
| 14   | Carlos Betancur    | AG2R La Mondiale   | 255    |
| 15   | Alberto Contador   | Saxo-Tinkoff       | 252    |
| 16   | Michele Scarponi   | Lampre-Merida      | 235    |
| 17   | Bauke Mollema      | Belkin             | 232    |
| 18   | Greg Van Avermaet  | BMC Racing         | 230    |
| 19   | Sergio Henao       | Sky                | 227    |
| 20   | Rafał Majka        | Saxo-Tinkoff       | 201    |

- 228 coureurs ont marqué au moins un point.

### Classement par pays
On additionne les points des 5 premiers coureurs de chaque pays au classement individuel.
| Rang | Pays        | Points | 5 meilleurs coureurs                                                               |
| ---- | ----------- | ------ | ---------------------------------------------------------------------------------- |
| 1    | Espagne     | 1890   | Rodríguez (607), Valverde (540), D. Moreno (295), Contador (252), Intxausti (196)  |
| 2    | Italie      | 1082   | Nibali (474), Scarponi (235), Pozzovivo (146), Gasparotto (115), Pozzato (112)     |
| 3    | Colombie    | 1011   | Quintana (366), Betancur (255), Henao (227), Urán (163)                            |
| 4    | Royaume-Uni | 975    | Froome (587), Cavendish (161), Thomas (117), Wiggins (66), Stannard (44)           |
| 5    | Pays-Bas    | 806    | Mollema (232), Weening (172), Gesink (155), Kelderman (130), Slagter (127)         |
| 6    | Belgique    | 645    | Van Avermaet (230), Bakelants (127), Roelandts (110), Gilbert (98), Vanmarcke (80) |
| 7    | France      | 640    | Chavanel (188), Pinot (146), Péraud (112), Riblon (111), Gallopin (83)             |
| 8    | Australie   | 628    | Porte (327), Evans (111), Gerrans (92), Rogers (53), Matthews (45)                 |
| 9    | États-Unis  | 617    | Horner (257), Talansky (154), Van Garderen (104), Danielson (64), Phinney (38)     |
| 10   | Irlande     | 568    | Martin (432), Roche (136)                                                          |
| 11   | Pologne     | 515    | Majka (201), Kwiatkowski (194), Niemiec (118), Paterski (2)                        |
| 12   | Slovaquie   | 501    | P. Sagan (491), P. Velits (10)                                                     |
| 13   | Tchéquie    | 480    | Kreuziger (308), Štybar (172)                                                      |
| 14   | Allemagne   | 478    | Greipel (135), Degenkolb (119), Martin (92), Kittel (92), Wegmann (40)             |
| 15   | Suisse      | 467    | Cancellara (384), Frank (55), Albasini (19), Rast (6), Kohler (3)                  |
| 16   | Portugal    | 363    | Costa (352), Machado (11)                                                          |
| 17   | Slovénie    | 295    | Špilak (199), Božič (67), Mezgec (27), Bole (1), Kump (1)                          |
| 18   | Norvège     | 267    | Kristoff (161), Hushovd (51), Boasson Hagen (45), Nordhaug (10)                    |
| 19   | Danemark    | 214    | Fuglsang (160), Breschel (19), C.A. Sørensen (18), Mørkøv (16), Rasmussen (1)      |
| 20   | Estonie     | 116    | Kangert (116)                                                                      |

- 35 pays sont classés.

### Classement par équipes
Ce classement est obtenu en additionnant les points des 5 premiers coureurs de chaque équipe au classement individuel ainsi que les points obtenus lors du contre-la-montre par équipes des championnats du monde.
| Rang | Équipe                  | Points | 5 meilleurs coureurs                                                              | WTTT |
| ---- | ----------------------- | ------ | --------------------------------------------------------------------------------- | ---- |
| 1    | Movistar                | 1610   | Valverde (540), Quintana (366), Costa (352), Intxausti (196), Moreno (86)         | 70   |
| 2    | Sky                     | 1561   | Froome (587), Porte (327), Henao (227), Urán (163), Thomas (117)                  | 140  |
| 3    | Katusha                 | 1340   | Rodríguez (607), Moreno (295), Špilak (199), Kristoff (161), Paolini (78)         | -    |
| 4    | RadioShack-Leopard      | 1056   | Cancellara (384), Horner (257), Bakelants (127), Nizzolo (85), Gallopin (83)      | 120  |
| 5    | Astana                  | 1045   | Nibali (474), Fuglsang (160), Kangert (116), Gasparotto (115), Grivko (70)        | 110  |
| 6    | Saxo-Tinkoff            | 1030   | Kreuziger (308), Contador (252), Majka (201), Roche (136), Rogers (53)            | 80   |
| 7    | Omega Pharma-Quick Step | 1013   | Kwiatkowski (194), Chavanel (188), Štybar (172), Cavendish (161), Terpstra (98)   | 200  |
| 8    | Garmin-Sharp            | 855    | Martin (432), Talansky (154), Hesjedal (75), Danielson (64), Wegmann (40)         | 90   |
| 9    | Cannondale              | 750    | P. Sagan (491), Viviani (80), Basso (34), Ratto (25), Moser (20)                  | 100  |
| 10   | BMC Racing              | 731    | Van Avermaet (230), Evans (111), Van Garderen (104), Gilbert (98), Oss (58)       | 130  |
| 11   | Belkin                  | 714    | Mollema (232), Gesink (145), Kelderman (130), Slagter (127), Vanmarcke (80)       | -    |
| 12   | AG2R La Mondiale        | 691    | Betancur (255), Pozzovivo (146), Péraud (112), Riblon (111), Bardet (67)          | -    |
| 13   | Orica-GreenEDGE         | 600    | Weening (172), Gerrans (92), Langeveld (65), Impey (56), Matthews (45)            | 140  |
| 14   | Lampre-Merida           | 543    | Scarponi (235), Niemiec (118), Pozzato (112), Ulissi (48), Richeze (30)           | -    |
| 15   | Euskaltel Euskadi       | 391    | I. Izagirre (147), Sánchez (114), Nieve (76), G. Izagirre (32), Landa (22)        | -    |
| 16   | Argos-Shimano           | 355    | Degenkolb (119), Kittel (92), Dumoulin (85), Barguil (32), Mezgec (27)            | -    |
| 17   | FDJ.fr                  | 338    | Pinot (146), Ladagnous (76), Vichot (60), Bouhanni (36), Geniez (20)              | -    |
| 18   | Lotto-Belisol           | 307    | Greipel (135), Roelandts (110), Van den Broeck (41), Hansen (20), Debusschere (1) | -    |
| 19   | Vacansoleil-DCM         | 125    | Flecha (52), Westra (23), B. van Poppel (22), Leukemans (14), Poels (14)          | -    |

## Victoires sur le World Tour
Ci-dessous les coureurs à 2 victoires minimum, les équipes ayant gagnées une course et les pays les plus prolifiques en termes de victoires sur l'édition 2013 du World Tour.
| Pos. | Coureur              | Vict. |
| 1.   | Christopher Froome   | 9     |
| 2.   | Mark Cavendish       | 7     |
| -    | Peter Sagan          | 7     |
| 4.   | Rui Costa            | 5     |
| -    | André Greipel        | 5     |
| -    | Marcel Kittel        | 5     |
| -    | Tony Martin          | 5     |
| 8.   | Fabian Cancellara    | 4     |
| -    | Simon Gerrans        | 4     |
| -    | Daniel Martin        | 4     |
| -    | Gianni Meersman      | 4     |
| -    | Vincenzo Nibali      | 4     |
| -    | Richie Porte         | 4     |
| -    | Nairo Quintana       | 4     |
| -    | Zdeněk Štybar        | 4     |
| 16.  | Nacer Bouhanni       | 3     |
| -    | Christopher Horner   | 3     |
| -    | Thor Hushovd         | 3     |
| -    | Beñat Intxausti      | 3     |
| -    | Daniel Moreno        | 3     |
| -    | Joaquim Rodríguez    | 3     |
| 22.  | Warren Barguil       | 2     |
| -    | Sylvain Chavanel     | 2     |
| -    | John Degenkolb       | 2     |
| -    | Arnaud Démare        | 2     |
| -    | Michael Matthews     | 2     |
| -    | Bauke Mollema        | 2     |
| -    | Ramūnas Navardauskas | 2     |
| -    | Christophe Riblon    | 2     |
| -    | Tom-Jelte Slagter    | 2     |
| -    | Giovanni Visconti    | 2     |

| Pos. | Équipe                    | Vict. |
| 1.   | Omega Pharma-Quick Step   | 25    |
| 2.   | Sky                       | 21    |
| 3.   | Movistar                  | 15    |
| 4.   | Orica-GreenEDGE           | 12    |
| 5.   | Argos-Shimano             | 11    |
| 6.   | Cannondale                | 10    |
| -    | Katusha                   | 10    |
| -    | RadioShack-Leopard        | 10    |
| 9.   | FDJ.fr                    | 7     |
| -    | Garmin-Sharp              | 7     |
| 11.  | Belkin                    | 6     |
| -    | Lotto-Belisol             | 6     |
| 13.  | Astana                    | 5     |
| -    | BMC Racing                | 5     |
| 15.  | Europcar                  | 3     |
| -    | Saxo-Tinkoff              | 3     |
| 17.  | AG2R La Mondiale          | 2     |
| -    | Lampre-Merida             | 2     |
| 19.  | Bardiani Valvole-CSF Inox | 1     |
| -    | Colombia                  | 1     |
| -    | Euskaltel Euskadi         | 1     |
| -    | MTN-Qhubeka               | 1     |
| -    | NetApp-Endura             | 1     |
| -    | Vacansoleil-DCM           | 1     |
| -    | Vini Fantini-Selle Italia | 1     |

| Pos. | Pays           | Vict. |
| 1.   | Royaume-Uni    | 19    |
| 2.   | Allemagne      | 18    |
| 3.   | France         | 16    |
| 4.   | Italie         | 15    |
| 5.   | Australie      | 14    |
| 6.   | Espagne        | 11    |
| 7.   | Belgique       | 7     |
| -    | Colombie       | 7     |
| -    | Slovaquie      | 7     |
| 10.  | Pays-Bas       | 6     |
| -    | Tchéquie       | 6     |
| -    | Suisse         | 6     |
| 13.  | Irlande        | 5     |
| -    | États-Unis     | 5     |
| -    | Norvège        | 5     |
| -    | Portugal       | 5     |
| 17.  | Canada         | 2     |
| -    | Lituanie       | 2     |
| -    | Slovénie       | 2     |
| 20.  | Afrique du Sud | 1     |
| -    | Biélorussie    | 1     |
| -    | Danemark       | 1     |
| -    | Russie         | 1     |